# Cal Lloberes
Cal Lloberes és un edifici de Moià (Moianès) protegit com a Bé Cultural d'Interès Local.

## Descripció
Es tracta d'un edifici entre mitgeres situat al carrer de Santa Magdalena. Compta amb una construcció de dues plantes, caracteritzada per la disposició irregular de les seves obertures. La façana es divideix en dos sectors, diferenciats pels paraments: un arrebossat i l'altre de pedra vista. Destaca el portal d'accés en forma d'arc rebaixat i adovellat, i les finestres, adovellades als brancals, amb llinda d'una sola peça i cornisa sense motllurar. El ràfec és constituït per lloses de test. Tot el conjunt reflecteix molt bé les característiques típiques de l'arquitectura popular.